# Huberweid
Huberweid ist ein Ortsteil des niederbayerischen Marktes Ruhmannsfelden im Landkreis Regen.

## Geographie
Das Dorf liegt etwa einen Kilometer nordwestlich des Gemeindezentrums.